# Les Mayons
Les Mayons is een gemeente in het Franse departement Var (regio Provence-Alpes-Côte d'Azur) en telt 594 inwoners (2005). De plaats maakt deel uit van het arrondissement Brignoles.
In deze plaats is er een opvang/kwekerij voor de Griekse landschildpad, die hier van nature in het wild voorkomt en met uitsterven is bedreigd door de bosbranden in de zomer of doordat zij worden aangereden.

## Geografie
De oppervlakte van Les Mayons bedraagt 28,1 km², de bevolkingsdichtheid is 21,1 inwoners per km².
De onderstaande kaart toont de ligging van Les Mayons met de belangrijkste infrastructuur en aangrenzende gemeenten.

## Demografie
Onderstaande figuur toont het verloop van het inwonertal (bron: INSEE-tellingen).